# Leslie Poles Hartley
Leslie Poles Hartley CBE (Whittlesey, 1895. december 30. – London, 1972. december 13.) angol regény- és novellaíró. Bár első szépirodalma 1924-ben jelent meg, legismertebb művei az Eustace and Hilda-trilógia (1944–1947) és a The Go-Between (1953). Utóbbiból 1971-ben filmet készítettek, akárcsak 1973-ban 1957-ben megjelent The Hireling című regényből.
Hartley 11 évesen kezdett el történeteket írni. Oxfordban töltött ideje alatt szerkesztőként dolgozott, majd sok éven át könyvkritikákat írt. Magánéletében Hartley ideje nagy részét evezéssel, úszással és társasági élettel töltötte, gyakran utazott barátaival. Sok éven át gyakran látogatott Velencébe, és élvezte a napokat a csatornákon. Írói pályafutása novellagyűjteményekkel kezdődött, első regényével, The Shrimp and the Anemone 49 évesen jelent meg. Ismeretes volt a társadalmi kódexekről, az erkölcsi felelősségről és a családi kapcsolatokról szóló írásairól, és számos műve a szenvedélyt ábrázolja, amely katasztrófa. Hartley 1972 decemberében halt meg, 76 évesen.

## Fiatalkora
Leslie Poles Hartley 1895. december 30-án született a Cambridgeshire-i Whittlesey-ben. Nevét Leslie Stephenről, Virginia Woolf írónő édesapjáról kapta. Apja, Harry Bark Hartley ügyvéd és békebíró volt Peterborough közelében, de később egy téglagyárat vezetett. Édesanyja Mary Elizabeth Thompson, és két nővére volt, Enid és Annie Norah. Hartley metodista hitben nevelkedett. Hipochonder volt, különösen félt a tetanusztól és a fájdalmas haláltól. Sokan úgy vélik, hogy ez a betegségtől való félelem az anyjától származott, akiről köztudott, hogy túlzottan aggódott az egészségéért.
Fiatal korában családja a Peterborough melletti Fletton Towerbe költözött. Hartley otthon kezdte tanulmányait, és különösen élvezte Edgar Allan Poe munkásságát. Első történetét, a hercegről és a törpéről szóló mesét 11 évesen írta. 1908-ban a Cliftonville-i Northdown Hill előkészítő iskolába, majd rövid ideig a Clifton College-ba járt. Valószínűleg ott találkozott először Clifford Kitchinnel, aki életre szóló barátja lett. 1910-ben Hartley végül a Harrow Schoolban telepedett le, ahol Leaf Scholar volt, és díjakat szerzett olvasás és angol irodalom terén. Társai nagyra értékelték, civilizáltnak és érettnek látták, „egyedülálló külső nyugalommal”. Ottléte alatt Hartley áttért az anglikán hitre, de még mindig nagy hatással volt rá korábbi metodizmusa.
1915-ben, az első világháború idején az oxfordi Balliol College-ba ment, hogy modern történelmet olvasson. Ebben az időszakban a legtöbb kortársa önkéntesként jelentkezett fegyveres szolgálatra az egyetemi pályafutás helyett. 1916-ban, a hadkötelezettség beköszöntével Hartley csatlakozott a hadsereghez, majd 1917 februárjában a Norfolki Ezred tisztjévé rendelték, azonban gyenge szíve miatt soha nem látott el aktív szolgálatot. 1919-ben visszatért Oxfordba, azzal a szándékkal, hogy író legyen. Ottléte során Hartley számos irodalmi barátot szerzett, köztük Lord David Cecilt és Aldous Huxleyt. 1921-ben elhagyta Oxfordot másodosztályú kitüntetésekkel a modern történelemben.

## Karrier

### Szerkesztő és lektor

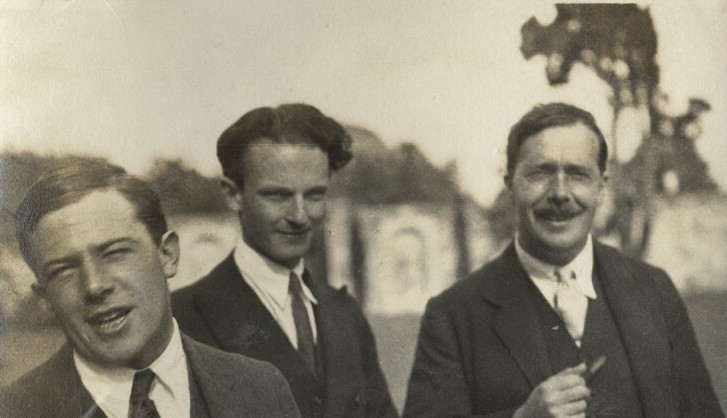
(balról jobbra) Sir Maurice Bowra, Sylvester Govett Gates és Hartley, fotó: Lady Ottoline Morrell, 1920s

Az Oxford Poetry először 1920-ban és 1922-ben publikálta Hartley munkáját. Ez idő alatt Gerald Howarddal és A. B. B. Valentine-nal együtt szerkesztette az Oxford Outlook-ot, L. A. G. Strong, Edmund Blunden, John Strachey és Maurice Bowra munkáit kiadva. Lapjain esszéi, novellái és recenziói szerepeltek.
Karrierjének ebben a korai szakaszában Hartley ideje nagy részét társadalmi életének bővítésével töltötte. Huxley bemutatta Lady Ottoline Morrellnek, aki szívesen fogadta híres irodalmi körébe. Kitchin, akivel Oxfordban találkozott, bemutatta Cynthia Asquith-nek, aki életre szóló barátja lett. Találkozott Elizabeth Bibesco írónővel is, akinek támogatása és státusza katapultálta Hartley-t arisztokrata brit körökbe. Bár gyors társadalmi sikereket ért el, írói karrierje lassan indult be.
Az oxfordi évek után Hartley könyvajánlóként dolgozott. Számos publikációba írt cikkeket, mint például a The Spectator, a Saturday Review, a The Nation and Athenaeum és a The Sketch. Hartleyt széles körben dicsérték kritikus, kitartó és bölcs értékeléseiért. A könyvek nagy száma azonban elvonta a figyelmét regényírási céljától.

### Novellák és regények
1924-ben találkozott Constant Huntingtonnal a G. P. Putnamtól, aki ebben az évben adta ki első novelláskötetét Night Fears (Éjszakai félelmek) címmel, valamint a Simonetta Perkins című novellát 1925-ben. A Night Fears viszonylag sikertelen volt, nem keresett pénzt. A Simonetta Perkins mindössze 12 fontot hozott neki, pedig erről kedvezően írtak. A Saturday Review "az egyik legreményesebb tehetségnek" nevezte a fiatal írót, a The Calendar of Modern Letters szerint pedig a Simonetta Perkins "kiemelkedő első regény". A modern kritikusok ezt nevezték a legveszélyesebb regényének, mivel Hartley a rajongást és a szexualitást az akkoriban kevésbé elfogadható módon vizsgálta. 1932-ben Hartley kiadta a The Killing Bottle című szellemtörténetek gyűjteményét. Cynthia Asquith néhányat felvett egy antológiába, ami növelte népszerűségét a közönség körében.
Hartley 49 éves koráig nem adta ki első egész estés regényét, a The Shrimp and the Anemone-t. Sokszor elkezdte és abba is hagyta a regényírást, sőt más néven íróversenyre is beküldte, de nem nyert. A főszereplőket, Eustace-t és Hildát maga Hartley és nővére, Enid ihlette. A sorozatot The Sixth Heaven (A hatodik mennyország), valamint az Eustace and Hilda című regényekkel folytatta. A trilógia a gyermekkori nosztalgikus gondolatait és a felnőttkor valóságát kutatja. A harmadik könyv megjelenésére Hartley ismert íróvá vált. A kritikusok kedvezően értékelték a könyveket, gyakran csodálkozva azon, hogy a szerző képes olyan karaktereket alkotni, amelyek előkelő státuszuk ellenére is szerethetőek voltak. Walter Allen a New Statesmanben a trilógiát "a kortárs szépirodalom néhány remekművének egyikének" nevezte, és más kritikusok is egyetértettek hasonló kritikákkal. Egyesek azonban igénytelennek találták a bőséges olasz párbeszédet. A túlnyomóan jó kritikák ellenére Hartley leginkább barátai és írótársai reakcióit értékelte. Edith Sitwell és Clifford Kitchin is megható leveleket írt neki, kifejezve áhítatukat és szeretetüket a regény iránt.
Néhány további, mérsékelt sikerrel elért regény megírása után Hartley mindössze öt hónap alatt megírta a The Go-Between-t. Miután a kártérítési viták után otthagyta előző kiadóját, úgy döntött, hogy ezt Hamish Hamiltonnal együtt publikálja. A kritikusok lelkesek voltak, és Knopf azonnal ki akarta adni a regényt az Egyesült Államokban. Ott rendkívül népszerűvé vált, sőt a The New York Times bestsellerlistájára is felkerült. A regényt lefordították olasz, francia, dán, norvég, svéd, finn és japán nyelvre. Hartley más írók tetszését is elnyerte. W. H. Auden elolvasta a könyvet, és elmondta Hartley-nek, hogy ő a kedvenc regényírója. Hartley sok barátja vont párhuzamot közte és a főszereplő Leo között; csakúgy, mint Hartley, Leo is megrekedt középosztálybeli neveltetése és felsőbbrendű társadalmi köre között. Hartley a The Go-Between-t az ártatlanság és az erkölcs elvesztése kommentárjának szánta; azonban megdöbbent, amikor azt tapasztalta, hogy sok olvasó szimpatizál azokkal a szereplőkkel, akiket szerinte gyűlölni kell. Szigorú moralistaként ismerték, egykor az együttérzést az erkölcsi érték megszüntetésének és az igazságosság helyettesítőjeként írta le.

## Magánélete
Miközben Oxfordban járt, Hartley kérte Joan Mewst; nem tudni, hogy elfogadta-e a javaslatát vagy sem. 1922-ben idegösszeomlást kapott. 1922-ben tett először látogatást Velencében, Olaszországban, és ez menekülés volt számára az angliai élet nyomása elől. Arisztokrata körével odautazott, végül a San Sebastiano templom mellett vett otthont. A templomon kívül Szent Sebestyén szobra, testében nyílvesszőkkel, nagy hatással volt Hartley-re, mivel hamarosan az "emberiség szimbólumaként" fogja látni a szentet. Amíg ott volt, gondolája volt, saját gondolóját alkalmazta, és köztudottan egész napokat töltött a csatornákon. Számos vendéget is fogadott – köztük Henry Lamb festőt, Adrian Stokes műkritikust és Leo Myers regényírót –, és írásait gyakran félretette, hogy a társadalmi eseményekre összpontosítson.
Élete későbbi részében Hartley Londonban, a Rutland Gate-nél lakott, és szabadidejében az Avon folyón evezett. Köztudott, hogy sok szolgája volt, akik közül többen kedves társakká váltak, és megjelentek regényeiben. Hartley ezekben az években viszonylag visszahúzódóvá vált, és többé nem vett részt azokon a társasági összejöveteleken, amelyek korábbi életének nagy részét megzavarták. Szívesen olvasott számos kortárs szerzőt, például Elizabeth Bowent, Edith Whartont és Henry Greent.
Velencei utazásai során David Cecil sokszor csatlakozott hozzá, és sokan azt hitték, hogy Hartley homoszexuális. Az első regény, amelybe homoszexuális karaktereket is belefoglalt, a My Fellow Devils (Ördögtársaim) volt – de ahelyett, hogy szexualitásukat kedvező színben tüntetné fel, egy barátság tönkremenetelének okaként tünteti fel. Az 1971-es The Harness Room című regényét "homoszexuális regényének" tekintette, és tartott a közvélemény reakciójától. Hartley 1972. december 13-án halt meg Londonban, 76 évesen, és elhamvasztották a Golders Green krematóriumban.

### Konfliktusok Virginia Woolffal és Cynthia Asquith-tal
Bár Hartley csatlakozott a Chelsea irodalmi csoporthoz, a Bloomsbury csoport akkoriban Angliában is kiemelkedő volt. A Bloomsbury kör népszerűbb volt, de Hartleynek nem volt kedve csatlakozni hozzájuk. Kifejezte ellenszenvét Virginia Woolf iránt, miután megjelent a The Waves című regénye, és megkérdezte Raymond Mortimert, a Bloomsbury csoporttól: „Mit mondanak a Vadhullámok?” Egy másik alkalommal Woolf megkérdezte Hartleyt: „Írt még kopottabb könyveket, Mr. Hartley?”, különösen arra utalva, hogy „amelyet az írhatott, akinek egyik lába Angliában, a másik Velencében volt”. Azt tanácsolta neki, hogy változtasson írásstílusán.
Cynthia Asquith támasza volt Hartley karrierjének nagy részében, néhány korai írását közzétette az antológiáiban, és üdvözölte őt a társadalmi köreibe. Az érzések azonban kezdtek megváltozni, miután Hartley nem engedte meg, hogy megjelenjen a The Go-Between című regénye. Asquith gyakran emlékeztette erre a tényre, és Hartley azt hitte, hogy az egyetlen ok, amiért továbbra is barátkozik vele, a nő megnövekedett népszerűsége volt. Egyszer Asquith meggyőzte Hartley szakácsát, hogy hagyja el őt, és dolgozzon neki. Egy másik alkalommal alkohol helyett ecetet adott neki.

## Főbb témák és hatások
A legnagyobb hatással Hartley munkásságára Nathaniel Hawthorne, Henry James és Emily Brontë voltak. Könyvei gyakran a társadalmi és személyes erkölcs témáit dolgozzák fel – gyakran a szenvedélyt a katasztrófához vezető útként ábrázolják, különösen a házasságon kívül. A serdülőkor és a felnőttkor határán lévő szereplőkről írt, szembeállítva a gyermekkori ártatlanságot az esetleges önismerettel. Hartley regényei gyakran kommentálnak kulturális hagyományokat és erkölcsi értékeket. Arról ismert, hogy szimbolikát használ az erkölcsi motivációkból eredő feszültség kifejezésére. Azt is dicsérik, hogy fantáziát, horrort és miszticizmust vezetett be, hogy kommentálja a létezés titkát. Hartley a The Daily Telegraph számára írt hasábjain gyakran fejezte ki ellenszenvét a kortárs kultúra hibáival szemben. 1952-től kezdve Hartley Angliában, Németországban, Olaszországban és Portugáliában utazott, hogy előadásokat tartson kritikai elképzeléseiről.

## Díjak és örökség
Hartley 1947-es Eustace and Hilda című regényéért James Tait Black-emlékdíjat kapott, az 1953-as The Go-Between című regényét pedig a Heinemann-díj közös nyertese. Az 1956-os újévi kitüntetésen a Brit Birodalom Rendjének parancsnokává nevezték ki. 1972-ben a Royal Society of Literature az Irodalmi Társává (Companion of Literature) nevezte ki. A P.E.N. angol részlegének vezetője volt, és tagja volt a Szerzők Társasága vezetőségi tanácsának is.
1971-ben Joseph Losey rendező filmet készített Hartley The Go-Between című regénye alapján, Julie Christie és Alan Bates főszereplésével. 1991-ben Clive Dunn filmrendező dokumentumfilmet rendezett Hartley-ről az Anglia Television számára Bare Heaven címmel.

## Művei
Hartley művei a következők:
- Night Fears (1924):
  - "The Island", "Talent", "Night Fears", "The Telephone Call", "St. George and the Dragon", "Friends of the Bridegroom", "A Portrait", "A Sentimental Journey", "A Beautiful Character", "A Summons", "A Visit to the Dentist", "The New Prime Minister", "A Condition of Release", "A Tonic", "Witheling End", "Apples", "The Last Time"
- Simonetta Perkins (1925)
- The Killing Bottle (1932):
  - "A Visitor from Down Under", "The Killing Bottle", "Conrad and the Dragon", "A Change of Ownership", "The Cotillon", "Feet Foremost"
- The Shrimp and the Anemone (1944), Eustace and Hilda Trilogy I
- The Sixth Heaven (1946), Eustace and Hilda Trilogy II
- Eustace and Hilda (1947), Eustace and Hilda Trilogy III
- The Travelling Grave and Other Stories (1948):
  - "A Visitor from Down Under", "Podolo", "Three, or Four, for Dinner", "The Travelling Grave", "Feet Foremost", "The Cotillon", "A Change of Ownership", "The Thought", "Conrad and the Dragon", "The Island", "Night Fears", "The Killing Bottle"
- The Boat (1949)
- My Fellow Devils (1951)
- The Go-Between (1953)
- The White Wand and Other Stories (1954):
  - "The White Wand", "Apples", "A Tonic", "A Condition of Release", "Witheling End", "Mr Blandfoot's Picture", "A Rewarding Experience", "W.S.", "The Vaynes", "Monkshood Manor", "Up the Garden Path", "Hilda's Garden", "A Summons", "The Price of the Absolute"
- A Perfect Woman (1955)
- The Hireling (1957)
- Facial Justice (1960)
- Two for the River (1961):
  - "Two for the River", "Someone in the Lift", "The Face", "The Corner Cupboard", "The Waits", "The Pampas Clump", "Won by a Fall", "A Very Present Help", "A High Dive", "The Crossways", "Per Far L'Amore", "Interference", "Noughts and Crosses", "The Pylon"
- The Brickfield (1964)
- The Betrayal (1966)
- Essays by Divers Hands, Volume XXXIV (1966), editor
- The Novelist's Responsibility (1967), essays
- Poor Clare (1968)
- The Collected Short Stories of L. P. Hartley (1968)
- The Love-Adept: A Variation on a Theme (1969)
- My Sisters' Keeper (1970)
- Mrs. Carteret Receives (1971):
  - "Mrs Carteret Receives", "Paradise Paddock", "Pains and Pleasures", "Please Do Not Touch", "Roman Charity", "Home Sweet Home", "The Shadow on the Wall", "The Silver Clock", "Fall In at the Double"
- The Harness Room (1971)
- The Collections: A Novel (1972)
- The Will and the Way (1973)
- The Complete Short Stories of L. P. Hartley (1973)
- The Collected Macabre Stories (2001):
  - "From the Introduction to Lady Cynthia Asquith’s Third Ghost Book", "A Visitor from Down Under", "Podolo", "Three, or Four, for Dinner", "The Travelling Grave", "Feet Foremost", "The Cotillon", "A Change of Ownership", "The Thought", "Conrad and the Dragon", "The Island", "Night Fears", "The Killing Bottle", "A Summons", "W.S.", "The Two Vaynes", "Monkshood Manor", "Two for the River", "Someone in the Lift", "The Face", "The Corner Cupboard", "The Waits", "The Pampas Clump", "The Crossways", "Per Far L'Amore", "Interference", "The Pylon", "Mrs Carteret Receives", "Fall In at the Double", "Paradise Paddock", "Roman Charity", "Pains and Pleasures", "Please Do Not Touch", "Home Sweet Home", "The Shadow on the Wall", "The Sound of Voices", "Mrs G. G.", "The Stain on the Chair"

### Magyarul megjelent
- A szerelmi postás (The Go-Between) – Ulpius-ház, Budapest, 2006 · ISBN 9639348937 · Fordította: Borbás Mária

## További irodalom
- S. T. Joshi, "L. P. Hartley: The Refined Ghost", in The Evolution of the Weird Tale (New York: Hippocampus Press, 2004), pp. 64–74
- A. Mulkeen, Wild Thyme, Winter Lightning: The Symbolic Novels of L. P. Hartley (1974)
- J. Sullivan, Elegant Nightmares: The English Ghost Story from Le Fanu to Blackwood (1978) [Incl. critique of Hartley's ghost stories]

## Fordítás
- Ez a szócikk részben vagy egészben  a   L. P. Hartley című angol Wikipédia-szócikk fordításán alapul.  Az eredeti cikk szerkesztőit annak laptörténete sorolja fel. Ez a jelzés csupán a megfogalmazás eredetét és a szerzői jogokat jelzi, nem szolgál a cikkben szereplő információk forrásmegjelöléseként.